# Deutsches Recht (1931–1945)
Die Zeitschrift Deutsches Recht erschien von 1931 bis 1945 in Berlin und an anderen Verlagsorten unter Leitung von Hans Frank und war das Zentralorgan des Nationalsozialistischen Rechtswahrerbundes (so auch der Untertitel der Zeitschrift). Zum 1. April 1939 wurde die Zeitschrift mit der „Juristischen Wochenschrift“ vereinigt, die bis dahin vom Deutschen Anwaltverein herausgegeben worden war. Vom „Deutschen Recht“ gab es von 1939 bis 1942 eine „Ausgabe A, Wochenausgabe“, eine „Ausgabe B, Monatsausgabe“ und eine „Wiener Ausgabe“.

## Quelle
- Zeitschriftendatenbank